# Bố mẹ trực thăng
Bố mẹ trực thăng, còn gọi là bố mẹ chiều con hoặc đơn giản là nuông chiều con, là bậc phụ huynh dành sự quan tâm chăm sóc đặc biệt cho con cái hay những trải nghiệm và rắc rối của chúng trong cuộc sống, đặc biệt là tại các cơ sở giáo dục. Sở dĩ họ được gọi là bố mẹ trực thăng, bởi giống như máy bay trực thăng, họ "lảng vảng ở trên đầu", không ngừng giám sát mọi mặt đời sống của con em mình. Bố mẹ trực thăng còn được biết đến với việc quản lý nghiêm khắc con em mình trong mọi khía cạnh đời sống, trong đó có cả các mối quan hệ xã hội.